# Degersheim (Szwajcaria)
Degersheim (gsw. Tegersche) – miejscowość i gmina w Szwajcarii, w kantonie St. Gallen, w okręgu Wil.

## Demografia
W Degersheimie mieszka 4 113 osób. W 2021 roku 17,5% populacji gminy stanowiły osoby urodzone poza Szwajcarią.  

## Współpraca
Miejscowość partnerska:
- Chamoson, Valais

## Transport
Przez teren gminy przebiegają drogi główne nr 431 i nr 432.